# Strada provinciale 13 La Coronella-Ponte Panfilia
La strada provinciale 13 La Coronella-Ponte Panfilia è una strada provinciale italiana della città metropolitana di Bologna.

## Percorso
Parte dalla SP 12 in comune di Galliera e segna una parte del confine tra questo e quello di Pieve di Cento, che poi attraversa prima di trovare fine sul ponte sul Reno, presso il bosco della Panfilia. Qui è situato il confine con la provincia di Ferrara, oltre il quale la strada assume la denominazione di SP 61 "Panfilia".